# NGC 1096
NGC 1096 ist eine Balken-Spiralgalaxie vom Hubble-Typ SBbc im Sternbild Pendeluhr. Sie ist schätzungsweise 283 Millionen Lichtjahre von der Milchstraße entfernt.
Das Objekt wurde am 3. Oktober 1836 von John Herschel entdeckt.